# Kopenhaga Østerport
Østerport – stacja kolejowa w Kopenhadze, w Danii. Znajdują się tu 3 perony.